# 永恩
永恩（1727年9月28日（雍正五年八月十四）—1805年3月15日（嘉慶十年二月十五）），滿洲愛新覺羅氏，字惠周，号兰亭主人。禮烈親王代善後裔。康修親王崇安次子，為鐵帽子王之一，第五任康親王（1753年－1778年）及第二任禮親王（1778年－1805年）。
雍正十一年（1733年）其父崇安逝世，由崇安的伯父、康良親王傑書第四子巴爾圖承襲康親王爵位。雍正十二年（1734年）四月，永恩被封為貝勒。乾隆十八年（1753年），康簡親王巴爾圖逝世，由永恩襲爵成為康親王。乾隆四十三年（1778年），以其祖代善才德昭著而有計謀，回復原號為禮親王。永恩性格寬易而對自己嚴苛，襲爵接近五十年，淡泊勤儉，出處有恆。嘉慶十年（1805年）逝世，朝廷賜予諡號「恭」。其子昭槤承襲禮親王爵位。
喜诗工画，擅长指画，师从高其佩（据《铁岭指画研究》），著有《益斋集》、《诚正堂稿》等。与镶蓝旗宗室永璥相唱和。

## 家族
- 父：康修親王崇安
- 母：側福晉西林覺羅氏[1]
- 胞兄宗室永㥣（字嵩山）。
- 妻妾：[1]
  - 嫡福晉吳扎庫氏（胞姊吳扎庫氏，嫡福晋适和恭親王弘晝；父副都統五什圖）。
  - 繼福晉舒穆祿氏（父黑龙江将军質悫公綽爾多）。
  - 妾孫氏
- 子：[1]

1. 已革禮親王、候補主事昭槤（著有《嘯亭雜錄》十五卷），其母繼福晉舒穆祿氏。